# 신라구
신라구(新羅寇), 또는 신라 해적(新羅海賊)은 고대 일본의 사서에 등장하는, 쓰시마 및 규슈 등지에 출몰하여 견면과 같은 현지 공물을 교토로 운반하던 배를 약탈하거나 바닷가에 상륙해 일본 관군과 교전을 벌이기도 했던 일군의 신라인 해적 집단을 가리키는 단어이다. 일본에서는 신라의 입구(일본어: 新羅の入寇)라고 하며, 한구(일본어: 韓寇)라고도 한다.

## 일본측 사서에서 보이는 신라구
한국 측의 사료는 고려 시대에 편찬된 《삼국사기》(三國史記)가 가장 오래된 것으로서 여기에는 신라 초기 왜구(倭寇)와의 전쟁에 관한 기록이 있지만, 신라구에 대한 내용은 기록되어 있지 않다. 일본 조정에서 신라구 문제로 외교 사절을 보내 정식으로 항의했다는 기록 또한 보이지 않는다.
신라구와 관련한 대부분의 자료는 모두 일본측에서 작성한 자료에 따른 것이다. 세키엔진쟈(赤淵神社)에 전해지는 『신사략기(神社略記)』에는 다이카(大化) 원년(645년)에 우와요네노 스쿠네노 미코토(表米宿禰命)가 단고국(丹後國)에 쳐들어온 신라의 적을 토벌했다고 기록되어 있지만, 신빙성 여부에는 의문이 있다. 『일본서기(日本書紀)』 덴지(天智) 7년(668년)조에는 신라의 승려 도행(道行)이 일본 왕실의 삼종신기의 하나로 아쓰타 신궁에 보관되어 있던 구사나기 검(草薙剣)를 훔쳐 신라로 도망치려다 도중에 거센 비바람을 만나 길을 잃고 헤메다 결국 돌아와 자수했다는 기록이 있다. 이때까지는 기록이 불분명하거나 혹은 개인에 의한 범죄로서 이후 신라의 '도적'과 관련해 일본측 자료에서는 언급하지 않는다.

### 고닌(弘仁)의 한구
| “ | 新羅の一百十人、五艘の船に駕り小近島に着き、土民と相戦う。即ち九人を打ち殺し、一百人を捕獲す。 811년 12월에 신라인 약 110명이 5척의 배로 고지카시마(小近島)에 침공해와 약 9명을 죽이고 100명을 사로잡았다. | ” |
|   | — 《일본기략》(日本紀略) |   |

- 《일본후기》 고닌 3년(812년) 정월 5일조에 따르면, 다자이후에서 올린 지난해(811년) 12월 28일자의 주상에 의하면, 쓰시마에서 "이번 달 6일, 신라선 세 척이 섬의 서쪽 바다에 나타났는데, 그 중 한 척이 시모아가타군의 사쓰우라 해안에 정박했고, 배에는 열 명 가량이 타고 있었으며 다른 두 척은 한밤중에 흘러가버린 뒤 행방을 알 수 없었다. 다음날 7일에 불빛이 보이더니 서로 이어진 20여 척의 배가 섬의 서쪽 바다 위에 모습을 드러냈고 여기서 이 배가 적선임이 판명되어 먼저 상륙했던 사람 가운데 다섯 명을 죽였지만 남은 다섯 명은 도주했고, 붙잡은 네 명은 나중에 보내겠다. 그리고 섬의 병고를 지키려 군사를 동원했다. 또 멀리 신라를 바라보니 밤마다 몇 군데에서 불빛이 보여 걱정이다. 이에 고한다."라고 해왔으므로, 일의 진위를 묻기 위해 신라어 통역과 군의 등을 쓰시마에 파견하고, 나아가 예전대로 요해의 경비를 계속할 것을 다자이후 관내와 나가토·이와미·이즈모 등의 구니에 통지했다고 말한다.

- 《일본후기》 고닌 4년(813년) 3월 18일에 다자이후는 다음과 같이 보고했다. 히젠노쿠니의 고쿠시가 보낸 이번 달 4월해에 "기이(基肄) 군단의 교위(校尉) 사다유미(貞弓) 등은 지난 2월 29일해에, 신라인 110명이 다섯 척의 배를 타고 고지카시마에 상륙해 섬 주민들과 싸웠고, 섬 주민들은 신라인 9인을 쳐 죽이고 101명을 포로로 삼았다고 했다. 또, 이번 달 7일해에는 신라인 일청(一淸) 등이, 같은 나라 사람인 청한파(淸漢巴) 등과 함께 신라로 귀국했다, 고 했다." 이에 대해 조정은 신라인들을 심문하여 귀국을 바라는 자는 허락해주고 귀화를 바라는 자는 관례에 따라 처치하라고 지시했다.

- 《일본후기》고닌 11년(820년) 2월 13일, 도토우미ㆍ스루가 두 구니로 옮겼던 신라인 7백 명이 반란을 일으켜, 인민을 살해하고 오사를 불살랐다. 두 구니에서 병사를 동원해 공격했지만 제압할 수가 할 수 없었다. 이들은 이즈노쿠니의 곡물을 훔쳐 배를 타고 해상에 나왔지만, 사가미·무사시 등 7개 구니에서 병사를 거느리고 힘을 합쳐 추토한 끝에 전원 항복했다.

'인민을 죽이고 옥사를 불태웠다'고 기록된 이들 신라인들이 이렇게 한 배경에 대해, 당시 귀화인에게는 구분전이나 그에 상당하는 생활비가 주어졌지만, 그들은 대체로 그들의 본국과 가까운 규슈의 하카타 등지에 토착해 살며 신라 본국과의 밀무역을 행하려다, 그것이 발각되어 일본 조정에 의해 토고쿠에 강제사민된 것에 앙심을 품고 그렇게 한 것으로 보인다.
이 사건에 대한 대책으로 일본 조정에서는 신라어 구사가 가능한 자를 쓰시마섬에 배치하고 매년 상인, 표류자, 귀화자, 난민 등으로 가장하여 신라구에 대한 정보를 수집하도록 하였다. 또한 796년 이래 폐지한 노사(弩師)를 부활시켰다.

### 조간의 한구
《일본삼대실록》권16, 조간(貞觀) 11년(869년) 6월 15일부터 18년 3월 9일까지에 걸쳐 하카타를 약탈한 신라 해적의 약탈 상황 및 그 후의 대책을 의논한 기록이 나온다. 지난 달(869년 5월) 22일의 밤, 신라의 해적이 큰 배 두 척을 타고 하카타의 진에 와서 부젠(豊前)의 연공이었던 견면(絹綿)을 훔쳐 도망쳤는데, 곧바로 군사를 일으켜 뒤쫓았지만 결국 실패했다고 하는 것이 다자이후의 보고였다. 이에 대해 정부는 연해 여러 군의 경비를 굳히고, 이에 내응한 혐의로 신라의 상인 윤청(潤清) 등 30명을 붙들어 추방하기로 결정, 한편 역도들을 쏘아 맞힌 '해변 백성들 대여섯'을 칭찬했다. 그 뒤 신라에 붙들려 있던 쓰시마 출신의 사냥꾼 우라베 오토쿠소마로(卜部乙屎麻呂)가 현지 상황의 심각성을 전하자, 결국 다자이후 관내에 체류하는 신라인들을 모조리 내륙인 무츠 등지로 이주시키고 구분전을 주어 귀화시키라는 명령을 내렸다. 한편 이 때 신라는 큰 배를 만들고 나팔을 불며 군사 연습에 힘쓰고 있었는데, 그에 대해 묻자 "장차 쓰시마를 정벌하여 차지하고자 함이다"(870년 2월 12일조)라 대답했다는 것이다. 또한 현지의 사생이 "신라국첩(新羅國牒)"을 입수해서 이것을 가지고 당시의 다자이쇼니(大宰少貳) 후지와라노 겐리마로(藤原元利万侶)가 신라와 내응한 사실을 고발했다.
일본 조정측은 규슈에 사키모리(防人)와 노사 등을 강화 배치하고, 쓰시마노카미 오노노 하루카제(小野春風) 등의 유력한 무인들을 독려하며 현지를 경호하는 한편, 하치만ㆍ가시이 등의 신궁과 진구 황후(神功皇后)의 무덤에 봉폐 및 제문을 올려 "일본은 신국이라 적국의 배는 오기도 전에 가라앉으리라"라는 소를 올리면서 신국사상(神國思想)을 널리 퍼뜨렸다(870년 2월 15일).

### 간표(寛平)의 한구
간표 5년(893년) 5월 11일, 다자이후에서는 또다시 신라의 도적을 발견했다. 그들 신라의 도적은 히고국(肥後国) 아키타 군(飽田郡)에 들어와 사람을 죽이고 집을 불태웠다. 그리고 히젠국(肥前国) 마쓰우라 군(松浦郡)에서 멀리 도망쳐버렸다. 이듬해인 간표 6년(894년) 4월, 일본 조정은 신라의 해적들이 쓰시마섬을 덮쳤다는 보고를 받는다. 다급히 연안 구니에 경고를 명하고 참의(參議) 후지와라노 구니쓰네(藤原國經)를 곤노소치(權帥)로 내려보냈지만, 도적은 이미 도망쳐버린 뒤였다. 이보다 앞서 견당사(遣唐使)가 정해진 것은 이 도적들의 배후에 당이 관여되어 있는지 아닌지를 엿보기 위한 것이었다는 설도 있다. 9월 19일, 다자이후의 하야우마(飛驛)의 사신이 갑자기 정벌이 성공했다고 말해 견당사 파견도 중지되었다(다음 해 9월에도 이키 섬의 관사가 도적에게 전소되었음을 전하고 있지만, 이는 아마 금년도의 일로 여겨진다).
간표 7년(895년) 9월 5일의 아침, 쓰시마노카미 훈야노 요시토모(文屋善友)는 군지(郡司)와 사졸을 격려해 신라 해적들의 배 45척를 쇠뇌로 무장한 수백의 군세로 맞아 싸웠다. 그는 앞서 간교 7년(883년)에 가즈사 국에서 있었던 부수들의 무장봉기(간교의 난)를 가즈사노다이죠로서 여러 군의 군사 1천 명을 동원해 진압한 경험이 있었다. 요시토모는 우선 전사(前司) 다무라 다카야스(田村高良)를 시켜 군사를 정돈하게 한 뒤, 쓰시마섬 고쿠분지의 상좌승인 벤균(面均)과 가미아가타 군(上県郡)의 부대령(副大領) 이마누시(今主)를 압령사로서 1백 명의 병사를 각 5명씩 20개의 번으로 나누었다. 그리고 도요마루노 하루타케(豊円春竹)에게 40명의 약한 병졸들을 주어 요시토모가 있는 곳까지 적을 유인하게 한 뒤, 수많은 쇠뇌를 한꺼번에 쏘게 했다. '화살이 비 오듯 쏟아지는' 싸움 속에서 도망치는 도적들을 추격해 대장 3명과 부장 11명을 포함한 도적 302명을 사살하고, 배 11척과 투구 및 갑옷, 자루를 은으로 만든 칼 및 태도(太刀) 50자루, 활 110장, 창 1천 자루, 야나구이(弓胡) 110장, 방패 312개에 달하는 막대한 병기를 빼앗고, 도적 한 명을 생포했다.
현춘(玄春)이라는 이름의 그 신라인 포로는, 신라에 큰 흉년이 들어 창고는 텅 비고 백성도 굶주리고 있으며 왕성 또한 예외가 아니라, '왕'은 곡식과 견면을 가져오라며 배 1백 척과 2,500명의 군사를 각지에 파견했다고 증언했다. 자신들은 왕이 파견한 그 많은 부대 가운데 일부에 불과하다는 것이다. 또한 도망친 자들 가운데 뛰어난 장군이 세 명이나 더 있는데 그 가운데 특히 강한 자는 한 명의 당인(唐人)이라고 증언했다. 당시는 일본에서 율령으로 운영되던 군제의 거의 최말기이며, 또 그 장비였던 '쇠뇌'가 에미시 이외의 대외 세력과의 싸움에서 사용된 몇 안 되는 사례이다.

### 조토쿠의 한구
《햐쿠렌쇼》 조토쿠 3년(997년) 10월 1일조와 4년(998년) 2월조에는 '고려국인'이 규슈를 '노략'해 정벌했다는 기사가 보이는데, 《일본기략》는 이때 규슈를 약탈한 주체를 남만의 도적, 아마미 섬 사람이라고 하며 《쇼유키》에 보이는 보고서의 설을 싣고 있는 등, 현지에서도 혼동이 있던 것 같다. 《일본기략》는 3년 11월에 남만 토벌을, 다음 9월에는 기가시마에 명해 남만 포박을 요구했다고 한다. 이 기가시마란 최근 일본의 율령식 건물터가 발견된 아마미ㆍ기카이 섬으로 추정된다. 남해의 법라(法螺, 소라조개), 야광조개, 유황 등은 일본에게 있어서 중요한 교역물이었고, 피해지에 사쓰마가 포함되어 있는 점에서 현지와의 출입이 잦았던 남만으로 생각했을지 모른다는 설명도 있다.
피해의 전모가 지쿠젠ㆍ지쿠고ㆍ사쓰마ㆍ이키ㆍ쓰시마섬이라 보고된 것만 봐도 아마미 섬 사람의 단독 행위라고는 생각할 수 없으며, 수백 명이 납치된 것 또한 전례없는 일이었다. 간표의 신라구와 아주 비슷할뿐 아니라 조호(長保) 3년에도 이미 고려인에 의한 해적 행위가 벌어지고 있으며, 《쇼유키》 해당 기사의 표제는 아예 '고려국의 도적'으로 단정하고 있으므로, 결국 훗날 모두 고려의 소행으로 판명되었기에 이러한 두서가 쓰여졌다고 여겨진다.
조간 5년(863년)에 단고에 왔던 신라인 54명은 스스로 신라인이라 하지 않고 '신라 동쪽에 있는 세라국 백성'이라 주장했었다. 또한 1093년에는 '해적선'을 나포해 진주, 수은, 유황, 소라고둥(法螺) 등의 화물을 접수하고 안에 타고 있던 송인과 일본인을 노예로 삼았다고 《고려사》는 적고 있다. 고려의 선병(船兵)들이 나포한 이 '해적선'에 실려있던 물품들은 모두 당시 송ㆍ일 사이의 교역에서의 유력한 일본산의 교역물이므로 이들을 '해적선'으로 몰아 고려 선병들이 나포했다는 것은 이 물품을 차지하기 위한 구실이라는 것이다.

## 시대적 배경
신라는 일본과 마찬가지로 해양문명의 성향을 띈 해운국가였고, 자연스럽게 해적들이 발흥하여, 동시대 일본 해적들과 함께 수백년간 서로 상대국을 노략질 해온 역사가 있다.
이러한 배경으로, 신라는 전통적으로 일본의 고대 왕조들과 극단적으로 대립해온 역사를 지녔으며, 이는 후술할 신라의 일본에 대한 수차례의 정벌을 야기했다.
신라는 일본을 침공하기 위해 당시 신라와 일본의 바다를 장악한 신라구들의 역량을 전수받아, 그들이 일본을 약탈하던 노선을 따라 일본에 수차례의 대군을 파견하여 일본을 토벌하였다.
신라 해적과 신라 해군의 일본에 대한 오랜 세월의 공세는, 일본의 고대 정권과 일본 지방민들에게 큰 두려움과 원한을 품게 하였으며, 일본 사서에 유래를 알 수 없는 신라에 대한 강력한 원한과 증오의 표현은 이러한 신라의 일본에 대한 오랜 기간의 침공의 역사에서 비롯된 것이다.
이후, 신라 하대에 접어들어 신라의 왕권이 유명무실해지며 호족들이 발흥하기 시작하였고, 이는 신라 해적들이 더욱 기승을 부리게 만드는 결과를 낳았다. 이후 장보고(張保皐)가 등장할 때까지, 신라와 일본의 앞바다는 신라 해적들의 독무대였다.

## 신라의 일본 정벌과 신라구의 발흥
신라는 고구려와 백제라는 강국들과 국경을 맞대었기에 늘 군사력의 한계에 직면해있었고, 이는 당시부터 대한해엽에 들끓고 있던 왜구들에게 있어 좋은 기회가 되었다. 고대 일본은 왜구를 통해 신라의 해안가를 약탈하였고, 때로는 일본 본국에서 정규군을 파병해 신라의 후방을 노략질하였다.
이에 신라는 서기 200년경 중반부터 국력을 일신한 후, 왜구의 발호에 1차적 책임이 있는 고대 일본 정권을 원정하기 시작했으며, 신라 유례왕(儒禮王)(291년)부터 시작해서 진흥왕(眞興王), 진평왕(眞平王)(583년) 시기에 일본을 공격하였고, 또한 태종 무열왕(654~661) 시절에는 일본의 대마도를 공격하였으며, 통일신라의 성덕왕(聖德王) 시절에 또 다시 현재의 미야자키현과 일본의 서쪽 변방을 신라가 718년과 720년에 각각 한 번씩 총 두 차례 공격 하였다.
『동사강목(東史綱目)』에 의하면, "신라는 1만리 길의 거대한 파도를 넘어 명석(明石)에 뛰어난 병사들을 주둔시키고 백마를 잡아 적관(赤關)의 맹세를 받았다"는 기록에 의한 바, 이미 신라는 유례왕 8년에 불손한 일본 조정을 토벌하고자 대군을 일으켜 나니와(難波) 근방의 아카시노우라(明石浦)까지 진출하여, 대판(大阪: 오오사카) 근처에 포진, 오진 일왕(応神天皇)에게 백마의 피를 마시는 적관(赤關)의 맹세를 받아, 다시는 신라국에 불손하게 굴지 않겠다는 맹세를 받았다.
『해동제국기(海東諸國記)』에 의하면, 응신(応神) 22년은 신라 유례왕 8년에 해당하고, 중국으로는 진(晉)의 혜제(惠帝) 원강(元康) 원년이 되는 해[서력 291년]인데, 그 사실이 동사(東史)에는 실려 있지 않는다고 했다.
『해동기(海東記)』에 의하면, "달민천황(達敏天皇) 계묘년[서력 583년]에 신라가 서비(西鄙)를 쳐들어왔다고 되어 있는데, 그 해는 신라 진평왕 5년에 해당하고, 또 원정천황(元正天皇) 경신년에도 신라가 서비를 쳐들어왔다고 했는데, 그 때는 신라 성덕왕 19년[서력 720년]이다. 지금 동래(東萊) 바다 절영도(絶影島)에 옛 진지가 있는데, 세상에 전해 오는 말로 신라 태종이 왜국을 정벌할 때 쌓은 것이라 하여, 이에 태종대(太宗臺)라고 불린다." 라고 하였다.
고대 일본은 신라의 수차례의 대규모 정벌과, 신라 해적들의 발흥에 두려움에 떨었으며, 신라를 견제하기 위해 동맹관계를 맺은 백제가 나당연합군에 침공당하자, 백제를 도와 백강구 전투에 참전했으나, 대패한 뒤 일본은 신라와 당이 연합해 곧바로 일본으로 쳐들어올 것을 두려워했고, 이러한 시대적 상황에서 신라 해적의 빈번한 침입은 일본을 공포에 떨게 했다.

## 왕성국 사건
'왕성국'이란 중국의 옛 유교 경전인 '서경(書經)'에서 비롯된 세계관에 기인한 것으로 다음과 같다.
왕성(수도) > 왕기(수도 근처) > 6복(지방) > 번국(제후국)
즉, 신라는 스스로를 '왕성국'이라 칭하고, 일본을 제후의 국가인 '번국'으로 하대한 것이며, 이는 신라와 대등한 관계를 주장하는 일본 조정을 크게 자극하여, 신라 사신을 강제 추방한 사건이다.
통일신라의 성덕왕 시절에 또 다시 현재의 미야자키현과 일본의 서쪽 변방을 신라가 718년과 720년에 각각 한 번씩 총 두 차례 공격 하였으며, 이에 대한 항거로 731년에 일본의 장군 '후지와라노 나카마로'가 300여척의 군선에 병력을 실어 신라를 침공하였으나 신라군에 의해 궤멸당하였다.
신라는 백제, 고구려, 당나라 등 대륙의 강국들과 전면전을 벌여 이들을 패퇴시킬 정도의 실전능력이 축적되어 있었으며, 대륙의 국가들로부터 다량의 이주민 및 포로, 선진 기술력이 유입되어 뛰어난 군사기술, 높은 수준의 병법을 구사할 수 있던 발달된 선진 국가였던 반면, 고대 일본은 일본열도 서쪽 일부에 고립되어 군사력도 기술력도 신라에 비해 뒤쳐진 후진 국가였기에, 신라는 이러한 군사력의 우위를 바탕으로 일본국을 하찮게 보고 '신라의 제후국'이라며 하대를 한 것이다.
왕성국 사건 이후, 일본은 신라의 재침공을 크게 두려워하여, 신라 해적과 신라 해군의 침공루트였던 세토해(瀬戸)주변에 20여개의 성채를 건축하기 시작했으며, 사천왕상을 서국(西國) 각지에 배치하고 신라를 바라볼 수 있는 고지에 사원을 세워 부처(佛)의 보호에 의하여 신라의 침입을 방위하고자 했다. 신라구에 맞서 신의 힘을 구하기 위한 봉폐기원문에 "우리 일본의 조정은 소위 신명지국(神明之國)이라"라는 사상이 보여, 신의 힘을 받아 싸우지도 않고 이길 수 있다는 주창이 쓰여있다.
엔기 3년 7월에는 오키노쿠니에 신탁이 있어, 신의 바람이 적선을 표몰시켰다는 풍문이 돌고 있다. 또한 신라구를 비난하는 다양한 언사가 보인다.

## 참고 문헌
- 『계림습엽』(鷄林拾葉)
- 〈간표기(寛平期) 일본의 대외관계에 대한 일고찰〉계명대학교 일본학과 전임강사 李炳魯